# Bee Thousand
Bee Thousand (werktitel: Bee Thousand (Hardcore UFOs)) is een album van de Amerikaanse indierockband Guided by Voices. Het album wordt beschouwd als Guided by Voices' beste werk, samen met Alien Lanes. Het album zette GBV zo sterk op de kaart dat zanger Robert Pollard zijn baan als docent kon opzeggen. In 2004 verscheen het album nogmaals als drievoudige lp. De titel van het album kwam tot stand na een brainstormsessie waarbij softdrugs werden gebruikt.
Het webzine Pitchfork Media heeft Bee Thousand in zijn twee enquêtes van de 'beste albums van de jaren 90' op de vierde en de tiende plaats genoteerd. In 2006 verscheen het boek Guided by Voices' Bee Thousand 33⅓ van Marc Woodworth, waarin de totstandkoming van het album minutieus is opgetekend.
Op de eveneens in 1994 verschenen ep I Am a Scientist is een hifi-versie te horen van het gelijknamige nummer.

## Tracklist
| Nr. | Titel                                     | Duur |
| --- | ----------------------------------------- | ---- |
| 1.  | Hardcore UFOs                             | 1:54 |
| 2.  | Buzzards and Dreadful Crows               | 1:43 |
| 3.  | Tractor Rape Chain                        | 3:04 |
| 4.  | The Goldheart Mountaintop Queen Directory | 1:45 |
| 5.  | Hot Freaks                                | 1:42 |
| 6.  | Smothered in Hugs                         | 3:00 |
| 7.  | Yours to Keep                             | 1:15 |
| 8.  | Echos Myron                               | 2:42 |
| 9.  | Gold Star for Robot Boy                   | 1:39 |
| 10. | Awful Bliss                               | 1:12 |
| 11. | Mincer Ray                                | 2:21 |
| 12. | A Big Fan of the Pigpen                   | 2:09 |
| 13. | Queen of Cans and Jars                    | 1:55 |
| 14. | Her Psychology Today                      | 2:04 |
| 15. | Kicker of Elves                           | 1:04 |
| 16. | Ester's Day                               | 1:51 |
| 17. | Demons Are Real                           | 0:48 |
| 18. | I Am a Scientist                          | 2:24 |
| 19. | Peep-Hole                                 | 1:25 |
| 20. | You're Not an Airplane                    | 0:33 |

## Referentie
- (en)  Bee Thousand in de Guided by Voices Database